# George Hudson (entomologiste)
Pour les articles homonymes, voir George Hudson et Hudson.
George Vernon Hudson (20 avril 1867 - 5 avril 1946) est un entomologiste et astronome néo-zélandais, né britannique, ayant remporté la médaille commémorative Hector.

## Biographie
Né à Londres, en Grande-Bretagne, le samedi de Pâques 1867, Hudson est le sixième enfant d'Emily Jane Carnal et de Charles Hudson, artiste et concepteur de vitraux. À l'âge de quatorze ans, il s'est constitué une collection d'insectes britanniques et publie un article dans The Entomologist. En 1881, Hudson s'installe avec son père à Nelson, en Nouvelle-Zélande. Il travaille dans une ferme jusqu'en 1883 où à l'âge de seize ans, il commence à travailler au bureau de poste de Wellington, où il devient par la suite commis en chef, il prend sa retraite en 1918. 
Hudson est membre de l'expédition scientifique des îles sub-antarctiques de 1907. Son objectif principal est d'étendre le levé magnétique de la Nouvelle-Zélande en explorant les îles Auckland et Campbell, mais des levés botaniques, biologiques et zoologiques sont également réalisés. L'expédition sauve également des naufragés du Dundonald, dans les îles Auckland. 
Hudson est réputé pour avoir proposé le changement d'heure en 1895. En effet son travail posté qui lui donne du temps libre pour collecter des insectes lui fait réaliser l'importance de valoriser la lumière du jour. En 1895, il présente à la Wellington Philosophical Society un article proposant un passage de deux heures à l'heure d'été. Après un vif intérêt manifesté pour Christchurch, il publia un nouvel article en 1898. En 1933, Hudson est le premier récipiendaire (avec Ernest Rutherford) de la médaille T.K. Sidey, créée par la Société royale de Nouvelle-Zélande à partir de fonds amassés pour commémorer le passage du Summer-Time Act 1927,.
Un autre Britannique, William Willett, a préconisé l’utilisation de l’heure d'été. Cela fut adopté par le Royaume-Uni en 1916. 
La collection d'insectes d'Hudson, qui est la plus importante de Nouvelle-Zélande, se trouve au musée national de la Nouvelle-Zélande Te Papa Tongarewa.   
George Hudson est aussi en 1923 récipiendaire de la Médaille Hector remise par la Société royale de Nouvelle-Zélande qui a pour but de récompenser un chercheur qui « a entrepris des travaux de grande valeur scientifique ou technologique et qui a apporté une contribution exceptionnelle à l'avancement de la branche particulière de la science».

## Prix
- 1919 : Membre de la Société royale de Nouvelle-Zélande [9]
- 1923 : médaille Hector
- 1929 : médaille Hutton
- 1933 : T.K. Sidey Medal (avec Ernest Rutherford)

## Vie privée
Florence, sa femme, meurt en 1935, ensemble ils eurent une fille. 
Hudson meurt le 5 avril 1946 à son domicile « Hillview » dans la banlieue de Wellington, à Karori. 

## Travaux
- (en) Cet article est partiellement ou en totalité issu de l’article de Wikipédia en anglais intitulé « George Hudson (entomologist) » (voir la liste des auteurs).
- An Elementary Manual of New Zealand Entomology, London, West, Newman, & Co., 1892 (lire en ligne)
- New Zealand Neuroptera : a popular introduction to the life-histories and habits of may-flies, dragon-flies, caddis-flies and allied insects inhabiting New Zealand, including notes on their relation to angling, London, West, Newman & Co., 1904 (lire en ligne)
- The butterflies and moths of New Zealand, Wellington, Ferguson & Osborn Ltd., 1928 (lire en ligne)
- Fragments of New Zealand entomology. - a popular account of all New Zealand cicadas. The natural history of the New Zealand glow-worm. A second supplement to the butterflies and moths of New Zealand and notes on many other native insects., Wellington, Ferguson & Osborn Ltd., 1950 (lire en ligne)